# Hugo Hammar

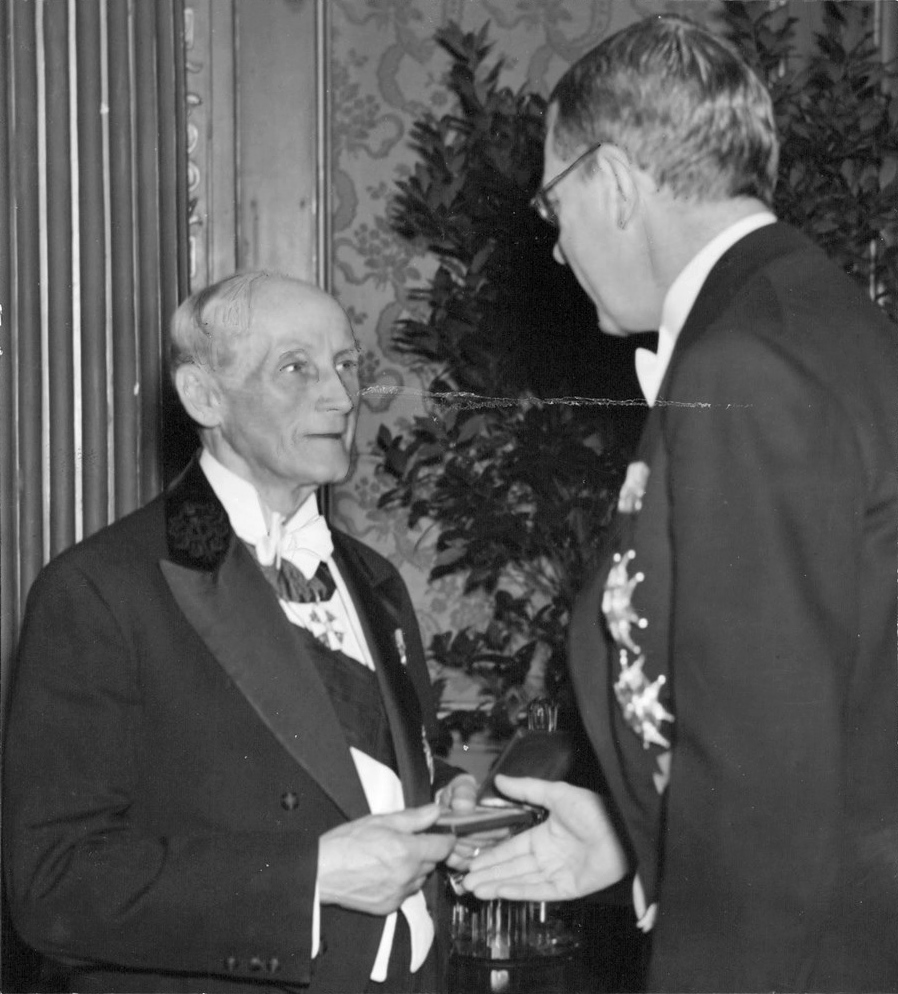
Hugo Hammar emottar ingenjörsvetenskapsakademins guldmedalj, 26 oktober 1942.

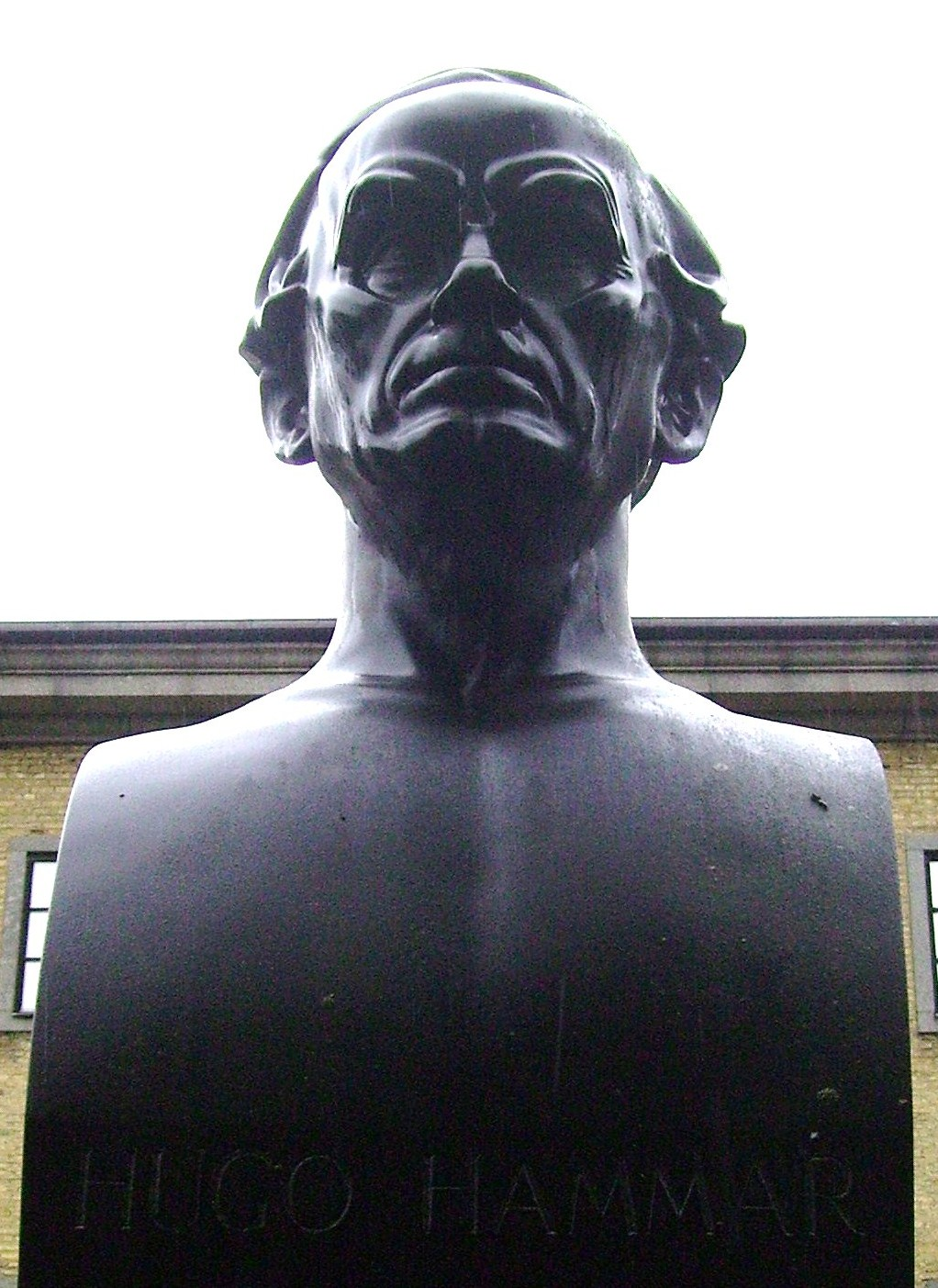
Hugo Hammars byst vid Sjöfartsmuseet, Göteborg. Utförd av Erik Raphael-Rådberg, avtäckt 1949.

Hugo Gilius Eugen Hammar, född 4 mars 1864 i Räpplinge på Öland, död 8 januari 1947 i Johannebergs församling i Göteborg, var en svensk skeppsbyggare och industriman, verkställande direktör för AB Götaverken 1910–1938. Han var grundare av Götaverken.

## Biografi
Hugo Hammar avlade studentexamen i Kalmar 1883 och 1 oktober 1885 skrevs han in vid Göteborgs navigationsskolas skeppsbyggnadsavdelning som verkmästarelev. Han blev skeppsbyggmästareelev 2 december 1886 och utexaminerades från Chalmers tekniska läroanstalt i Göteborg 1888 dit skeppsbyggeriskolan flyttats.  
Efter praktik i Frankrike 1887 blev han anställd vid Wigham Richardson, Newcastle-on-Tyne, 1888 och konstruktör vid Palmers Iron & Shipbuilding Co., Jarrow-on-Tyne, 1888–1890, vid Harrison & Loring, Boston, 1890–1891, vid William Cramp & Sons, Philadelphia, 1891 och vid amerikanska flottans konstruktionsavdelning i New York 1891–1895, vidare ritkontorschef vid krigsfartygsavdelningen hos Newport News Drydock & Shipbuilding Co., Newport News, 1896. 
År 1896 återvände Hammar till Sverige för tjänsten som ritkontorschef och andre direktör vid Lindholmens varv i Göteborg. Den 1 juli 1906 anställdes Hammar vid Göteborgs Nya Verkstads AB med samma befattning som tidigare, där han verkade fram till 1910. Företaget kom sedan att under Hammars ledning utvecklas till ett av världens främsta skeppsvarv.  
År 1921 valdes Hammar in i styrelsen för Chalmers tekniska institut. Han var 1919–1928 ledamot av Göteborgs stadsfullmäktiges hamnplaneberedning och 1911–1937 var han ledamot av Sveriges verkstadsförenings överstyrelse. Hammar satt dessutom i Svenska Arbetsgivareföreningen åren 1917–1937. Han deltog i bildandet av Sveriges Industriförbund, och satt i dess styrelse mellan 1911 och 1934, var dess vice ordförande 1925–1927 samt dess ordförande 1927–1929. Åren 1911–1935 var han ledamot av Sveriges Allmänna Exportförenings styrelse. Sveriges Maskinindustriförening bildades år 1911 och Hammar satt i dess styrelse 1917–1930, varav som ordförande 1920–1925. 
Hammar var sakkunnig i en mängd kommittéer på det tekniska området. Bland annat var han initiativtagare till Statens skeppsprovningsanstalt vid Chalmers som inrättades 1936. Han var också socialt engagerad och en förkämpe för demokrati och frihet. Bland annat stödde han 1918 års regeringsförslag till författningsreform. Under Hitlertiden tog han klar ställning mot nazismen, men också mot Sovjetunionens kommunism.

## Sammanställning av uppdrag
Ledamot av styrelsen för: Elektriska Svetsnings AB från 1904 samt ordförande från 1927; Lloyds Register of Shipping, svenska kommittén från 1910 samt ordförande från 1925; Nydqvist & Holm AB, Trollhättan, från 1927 samt vice ordförande från 1931; Nordiska Maskinfilt AB, Halmstad 1905–1917; Arbetsgivarnas Ömsesidiga Olycksfallsförsäkringsbolag, Stockholm från 1918; AB Göteborgs Skeppsdockor från 1926; Davy Robertsons Maskinfabrik, Göteborg från 1926, varav som ordförande 1926–1933 och vice ordförande från 1933; vice ordförande i Rederi AB Transmark, Göteborg från 1928; i Nohabs Flygmotorfabrik AB, Trollhättan från 1930; i Förvaltnings AB Gilius, Göteborg från 1931; ledamot av överstyrelsen för Svenska Livförsäkringsanstalten Trygg, Stockholm från 1923. 
Ledamot av styrelsen för Sveriges allmänna exportförening 1911–1934; Sveriges industriförbund 1911–1935, varav som ordförande 1927–1929; Sveriges maskinindustriförening 1911, 1917–1930, varav som ordförande 1920–1925; Sveriges verkstadsförening 1912–1938, varav som vice ordförande 1923–1938; Sveriges varvsindustriförening från 1918, varav som vice ordförande 1918–1922 samt ordförande från 1923 och Svenska Arbetsgivareföreningen från 1923.
Ledamot av kommittén för ordnande av Sveriges utrikesrepresentation 1907, av kommittéerna för modernisering och utvidgning av flottans varv i Karlskrona 1914 och 1916–1917, av statens industrikommission 1914–1919, av kommittén för flottstation i Stockholms skärgård 1917 och av kommittén för den högre tekniska undervisningens ordnande 1934–1935, ordförande i kommittén för studentexamen 1936, av Kungl. Maj:t förordnad ledamot av styrelsen för Navigationsskolan i Göteborg 1914–1943, varav som vice ordförande 1930–1939 och ordförande 1940–1943. 
Ledamot av stadsfullmäktige i Göteborg 29 december 1914–31 mars 1919, av vedbyrån 1917–1923, av styrelsen för Göteborgs arbetsförmedlingsanstalt 1918–1920, av styrelsen för Chalmers tekniska institut 1921–1942 och av styrelsen för sjöfartsmuseet 1928–1947, varav som vice ordförande 1934–1947, ledamot av beredningen för uppläggning av ett reservförråd av stenkol 1914–1915, av beredningen för dels uppförande av sjukhus i Lundby och dels behovet av ny- och tillbyggnader av stadens sjukhus 1915–1920, av beredningen för åtgärder till ett bättre tillgodoseende av mjölkkonsumenternas berättigade intressen 1915–1917, av beredningen för utredning angående livsmedelspriserna i Göteborg 1915–1918, av beredningen för trafikförbindelser mellan stadsdelarna på ömse sidor om älven 1917–1919, av beredningen för centralhamnens utvidgning, trafikförbindelser mellan älvstränderna samt stadsplan för Lundby och Tingstads vassmarker 1919–1928 och av beredningen för anslag till industriens och hantverkets förfogande för minskande av arbetsledamöter av Kungliga Örlogsmannasällskapet 1921, revisor för hamnstyrelsen 1906–1907.
Hammar blev 1919 ledamot av Ingenjörsvetenskapsakademien, 1924 ledamot av Örlogsmannasällskapet, 1934 ledamot av Kungliga Vetenskaps- och Vitterhetssamhället i Göteborg, 1934 hedersledamot av Soc. of Swed. Engineers i USA och 1935 ledamot av Det Kongelige Norske Videnskabers Selskab. Från år 1897 var Hugo Hammar var medlem i Tekniska samfundet i Göteborg (1932), enligt medlemsförteckningen 1882–1932. I "Minnesskriften" för Tekniska samfundet i Göteborg skrev Hugo Hammar 1932 en uppsats med rubriken "Varvsindustrin i Göteborg och Tekniska Samfundet", sidorna 295–308.
Hammar blev ledamot av första klass av Krigsvetenskapsakademien (1939), hedersledamot av Ingenjörsvetenskapsakademien (1929), ledamot av Örlogsmannasällskapet (1936).

## Utmärkelser
Doktor ing. honoris causa vid universitetet i Riga 1929. År 1942 tilldelades han Ingenjörsvetenskapsakademiens stora guldmedalj "för tekniskt-vetenskapliga förtjänster i samband med hans industriella livsverk till höjande av svenskt skeppsbyggeri och svensk sjöfart". Han blev hedersledamot av Svenska teknologföreningen 1936.
Hammar var riddare av Nordstjärneorden, innehavare av det med anledning av Hans Majestät Konung Gustaf V:s 70-årsdag instiftade minnestecknet, kommendör av första klass av Vasaorden (23 september 1924), storkorset av Kungliga Danska Dannebrogsorden, storkorset av Isländska falkorden, kommendör av första klass av Finlands Vita Rosorden.
Hugo Hammar har hedrats med en gata i Göteborg, Hugo Hammars Gata, som lades ut 1954 i stadsdelen Kyrkbyn på Hisingen. I Gamla Varvsparken vid Sjöfartsmuseet i Göteborg står sedan 1949 en byst av Hugo Hammar, utförd av Erik Rafael-Rådberg.

## Familj
Hugo Gilius Eugen Hammar var son till häradsskrivaren på Öland, Carl Gillius Hammar (1814-1883) och Charlotta, född Björklund, samt farbror till Gillis Hammar. Denna gren av släkten Hammar kallas Smålandsgrenen.

Han var gift första gången i New York 17 juli 1893 med Betty Maria Nilsdotter Nordeman, född 9 april 1864 i Stora Harrie, Malmöhus län. De hade sonen Olof Gillis, född 1897 i Lundby församling på Hisingen i Göteborg. Gift andra gången 27 oktober 1919 i Köpenhamn med Ida Charlotta (Cyssie) Svensson, född 30 mars 1887 i Malmö, död 30 oktober 1974 i Göteborg, dotter till byggmästare J. Svensson och Kerstin, född Andersson. I det andra äktenskapet föddes sönerna Hugo 1923, Carl 1924 samt Nils 1926.